# Boleslaw Schirtladse
Boleslaw Schirtladse (Schreibweise bei der World Athletics Boleslav Skhirtladze, georgisch ბოლესლავ სხირტლაძე; * 14. Juni 1987 in Tiflis) ist ein georgischer Leichtathlet. Er war von 2012 bis 2021 Halter des georgischen Rekords im Weitsprung. Bei einer Körpergröße von 1,78 m beträgt sein Wettkampfgewicht 60 kg.

## Erfolge

### Nationalmannschaft
Als Mitglied des georgischen Leichtathletiknationalkaders nimmt er regelmäßig an der Team-Europameisterschaft in der 3. Liga (bis 2008 Leichtathletik-Europacup in der Gruppe B2) teil, zum Beispiel 2006 in Novi Sad, 2008 in Banská Bystrica, 2009 in Sarajevo, 2010 in Marsa und 2011 in Reykjavík sowohl in der 4-mal-100-Meter-Staffel als auch im Weitsprung. 2009 in Sarajevo erhielt er im Weitsprung eine Bronzemedaille.

### Rekord
Am 30. Mai 2012 sprang er bei einem internationalen Meeting in Tel Aviv, das er gewann, auf eine Weite von 8,12 m. Dies war ein georgischer Rekord. Die Qualifikationsweite für die Olympischen Spiele 2012 in London übertraf er mit diesem Sprung um 2 cm. Seine vorherige Bestweite hatte bei 7,77 m vom 9. Oktober 2011 in Tiflis gelegen.

### Persönliche Bestleistungen
- Weitsprung: 8,12 m am 30. Mai 2012 in Tel Aviv
- Hallenweitsprung: 7,42 m am 13. Februar 2013 in Kopenhagen-Østerbro
- Dreisprung: 15,21 m am 7. Juni 2008 in Tiflis
- Hochsprung: 1,70 m am 23. Juni 2007 in Zenica
- Stabhochsprung: 3,40 m am 18. Juni 2006 in Novi Sad
- 4-mal-100-Meter-Staffellauf: 42,48 s am 21. Juni 2008 in Banská Bystrica